# Roemeens voetbalkampioenschap 2000/01
2000/01 was het 63ste seizoen van de Divizia A en het 83ste kampioenschap van Roemenië. De Divizia A werd van 18 naar 16 clubs teruggebracht. De nummers 13 en 14 spelen een eindronde tegen de nummers twee uit de twee reeksen van de Divizia B. De winnaar promoveert of blijft in de hoogste klasse.

## Eindstand
| Plaats | Team                         | Wed. | W  | G  | V  | Doelpunten | Verschil | Ptn |
| ------ | ---------------------------- | ---- | -- | -- | -- | ---------- | -------- | --- |
| 1      | Steaua Boekarest             | 30   | 17 | 9  | 4  | 56 : 32    | +24      | 60  |
| 2      | Dinamo Boekarest (K, B)      | 30   | 15 | 6  | 9  | 56 : 44    | +12      | 51  |
| 3      | FC Brașov                    | 30   | 15 | 5  | 10 | 33 : 25    | +08      | 50  |
| 4      | Rapid Boekarest              | 30   | 13 | 10 | 7  | 38 : 25    | +13      | 49  |
| 5      | FC Argeș Pitești             | 30   | 12 | 10 | 8  | 42 : 42    | ±0       | 46  |
| 6      | Gloria Bistrița              | 30   | 13 | 4  | 13 | 44 : 42    | +02      | 43  |
| 7      | National Boekarest           | 30   | 13 | 4  | 13 | 40 : 40    | ±0       | 43  |
| 8      | Universitatea Craiova        | 30   | 11 | 8  | 11 | 34 : 38    | −04      | 41  |
| 9      | Petrolul Ploiești            | 30   | 12 | 4  | 14 | 34 : 36    | −02      | 40  |
| 10     | SC Astra Ploiești            | 30   | 11 | 7  | 12 | 41 : 36    | +05      | 40  |
| 11     | Ceahlăul Piatra Neamț        | 30   | 9  | 11 | 10 | 36 : 41    | −05      | 38  |
| 12     | Oțelul Galați                | 30   | 10 | 8  | 12 | 33 : 39    | −06      | 38  |
| 13     | Foresta Fălticeni 1 (N)      | 30   | 8  | 12 | 10 | 39 : 43    | −04      | 36  |
| 14     | FCM Bacău                    | 30   | 9  | 7  | 14 | 38 : 45    | −07      | 34  |
| 15     | Rocar Fulgerul Bragadiru 2 3 | 30   | 10 | 4  | 16 | 41 : 56    | −15      | 34  |
| 16     | Gaz Metan Mediaș (N)         | 30   | 3  | 9  | 18 | 21 : 42    | −21      | 18  |

1 Foresta Fălticeni speelde zijn thuiswedstrijden in Suceava.
2 Oorspronkelijk wilde de hoofdsponsor van Fulgerul Bragadiru de plaats van Rocar Boekarest in de hoogste klasse afkopen voor 1.200.000 US-Dollar en Rocar zou dan in de Divizia B aantreden. Dit werd door de Roemeense voetbalbond echter niet goedgekeurd en de clubs fusioneerden.
3 Rocar Fulgerul Bragadiru speelde zijn thuiswedstrijden in Boekarest .
(K) = verdedigend kampioen, (B) = verdedigend bekerwinnaar, (N) = gepromoveerd
| Kampioen, Champions League  |
| Bekerwinnaar, UEFA Cup      |
| Deelname UEFA Cup           |
| Deelname UEFA Intertoto Cup |
| Degradatieduel              |
| Degradatie                  |

FCM Bacău en Foresta Fălticeni degradeerden na het spelen van degradatieduels.

### Topschutters
| Naam                     | Club                              | Goals |
| ------------------------ | --------------------------------- | ----- |
| Marius Niculae           | Dinamo Boekarest                  | 20    |
| Cătălin Marcel Cursaru   | FCM Bacău                         | 15    |
| Claudiu Iulian Niculescu | Universitatea Craiova             | 14    |
| Robert Ionel Niță        | Foresta Fălticeni Rapid Boekarest | 14    |
| Constantin Bârsan        | Gloria Bistrița                   | 13    |
| Daniel Gabriel Pancu     | Rapid Boekarest                   | 13    |

Divizia A:
1909/10 · 
1910/11 · 
1911/12 · 
1912/13 · 
1913/14 · 
1914/15 · 
1915/16 · 
1919/20 · 
1920/21 · 
1921/22 · 
1922/23 · 
1923/24 · 
1924/25 · 
1925/26 · 
1926/27 · 
1927/28 · 
1928/29 · 
1929/30 · 
1930/31 · 
1931/32 · 
1932/33 · 
1933/34 · 
1934/35 · 
1935/36 · 
1936/37 · 
1937/38 · 
1938/39 ·
1939/40 · 
1940/41 · 
1946/47 · 
1947/48 · 
1948/49 · 
1950 · 
1951 · 
1952 · 
1953 · 
1954 · 
1955 · 
1956 · 
1957/58 · 
1958/59 · 
1959/60 · 
1960/61 · 
1961/62 · 
1962/63 · 
1963/64 · 
1964/65 · 
1965/66 · 
1966/67 · 
1967/68 · 
1968/69 · 
1969/70 · 
1970/71 · 
1971/72 · 
1972/73 · 
1973/74 · 
1974/75 · 
1975/76 · 
1976/77 · 
1977/78 · 
1978/79 · 
1979/80 · 
1980/81 · 
1981/82 · 
1982/83 · 
1983/84 · 
1984/85 · 
1985/86 · 
1986/87 · 
1987/88 · 
1988/89 · 
1989/90 · 
1990/91 · 
1991/92 · 
1992/93 ·
1993/94 · 
1994/95 · 
1995/96 · 
1996/97 · 
1997/98 · 
1998/99 · 
1999/00 · 
2000/01 · 
2001/02 ·
2002/03 · 
2003/04 ·
2004/05 · 
2005/06

Liga 1:
2006/07 · 
2007/08 ·
2008/09 ·
2009/10 · 
2010/11 ·
2011/12 ·
2012/13 ·
2013/14 ·
2014/15 ·
2015/16 ·
2016/17 ·
2017/18 ·
2018/19 ·
2019/20 ·
2020/21